# William Home
William Home (Kanada, Québec, Québec, 1897. április 6. – ?) kanadai-brit jégkorongozó.
Részt vett az 1930-as jégkorong-világbajnokságon, ahol a brit csapat az első körben kikapott a németektől 4–2-re és a 10. helyen végeztek. Ezen az egy mérkőzésen egy gólt lőtt. A posztja csatár volt és ő volt a csapatkapitány.